# Valreepsknoop
De valreepsknoop is een knoop die wordt gebruikt aan het eind van een touw, om te voorkomen dat het door de handen schiet. Het is eigenlijk een sierknoop, omdat hetzelfde resultaat eenvoudiger kan worden bereikt met een achtknoop of Vlaamse steek.
Een praktische toepassing vindt men bij de puts.